# The Everly Brothers
The Everly Brothers (Anh em nhà Everly) là ban nhạc song ca nhạc country rock người Mỹ, nổi tiếng với khả năng hát hòa âm và kỹ năng chơi đàn guitar acoustic dây thép. Ban nhạc bao gồm  Isaac Donald "Don" Everly (1 tháng 2 năm 1937 – 21 tháng 8 năm 2021) và Phillip "Phil" Everly (19 tháng 1 năm 1939 – 1 tháng 3 năm 2014), trình diễn nhiều thể loại bao gồm cả rock và pop, và là một trong những nghệ sĩ tiêu biểu của dòng nhạc đồng quê.
Cả hai anh em được đào tạo âm nhạc bài bản trong một gia đình nghệ thuật. Ngay từ thập niên 1940, cùng với bố Ike Everly và mẹ Margaret Everly, họ lập nên ban nhạc "The Everly Family". Không lâu sau, Chet Atkins phát hiện và đưa hai cậu nhóc học sinh Don và Phil trở thành những ngôi sao lớn của nước Mỹ.
Họ cùng nhau sáng tác và thu âm từ năm 1957 với bản hit đầu tay "Bye Bye Love" (1957). Ca khúc ngay lập tức nhận được phản hồi tích cực, và The Everly Brothers tiếp tục có thêm nhiều sáng tác thành công như "Wake Up Little Susie", "All I Have to Do Is Dream" và "Problems". Năm 1960, họ ký hợp đồng với Warner Bros. Records, thu âm "Cathy's Clown" – đĩa đơn thành công nhất sự nghiệp của họ. Phil và Don gia nhập Hải quân Hoa Kỳ vào năm 1961, tuy nhiên họ sớm xuất ngũ và phát hành ca khúc "That's Old Fashioned (That's the Way Love Should Be)" tiếp tục lọt vào top 10 tại Mỹ.
Sau những tranh cãi với công ty đại diện quản lý Acuff-Rose Music và giám đốc của ARM Wesley Rose, The Everly Brothers không còn được yêu thích tại Mỹ vì dính vào những rắc rối sử dụng ma túy, cho dù vẫn đều đặn có những bản hit tại Anh và Canada trong thập niên 1960. Đầu thập niên 1970, Phil và Don giới thiệu những sản phẩm cá nhân đầu tiên, và tới năm 1973, ban nhạc chính thức tuyên bố tan rã. Đúng 10 năm sau, họ tái hợp và tiếp tục lưu diễn cho tới khi Phil qua đời vào năm 2014. Don qua đời vào năm 2021.
The Everly Brothers được coi là một trong những nghệ sĩ có ảnh hưởng lớn nhất thế hệ của mình. Rất nhiều nghệ sĩ lớn của thập niên 1960 đều coi họ là nguyên mẫu nghệ thuật, trong đó có thể kể tới The Beatles, The Beach Boys, Bee Gees hay Simon & Garfunkel. Năm 2005, tạp chí Rolling Stone xếp The Everly Brothers là "Bộ đôi song ca vĩ đại nhất mọi thời đại". Họ được vinh danh tại Đại sảnh Danh vọng Rock and Roll ngay trong năm đầu tiên giải thương này ra đời (1986), và sau đó tại Đại sảnh Danh vọng Nhạc đồng quê vào năm 2001. Don cũng có tên tại Đại sảnh danh vọng và Bảo tàng nhạc sĩ vào năm 2019 với ghi nhận phần guitar thương hiệu trong ca khúc "Wake Up Little Susie" (1957).